# عبدالقدوس عطیه
عبدالقدوس عطیه (انگلیسی: Abdulquddus Atiah؛ زادهٔ ۱ مارس ۱۹۹۷) بازیکن فوتبال اهل عربستان سعودی است.
از باشگاه‌هایی که در آن بازی کرده‌است می‌توان به باشگاه فوتبال الفیحاء اشاره کرد.
وی همچنین در تیم ملی فوتبال عربستان سعودی بازی کرده‌است.